# 宾格布吕克
宾格布吕克（德語：Bingerbrück，發音：[bɪŋɐˈbʁʏk] ⓘ）是德国莱茵兰-普法尔茨州莱茵河畔宾根的一个市辖区。宾格布吕克原为独立市镇，1969年，宾格布吕克并入莱茵河畔宾根。